# العلاقات الإسواتينية الكمبودية
العلاقات الإسواتينية الكمبودية هي العلاقات الثنائية التي تجمع بين إسواتيني وكمبوديا.

## مقارنة بين البلدين
هذه مقارنة عامة ومرجعية للدولتين:
| وجه المقارنة                                              | إسواتيني                                   | كمبوديا                   |
| --------------------------------------------------------- | ------------------------------------------ | ------------------------- |
| المساحة (كم2)                                             | 17.36 ألف                                  | 181.03 ألف                |
| عدد السكان (نسمة)                                         | 1.37 مليون                                 | 16.01 مليون               |
| الكثافة السكانية (ن./كم²)                                 | 78.92                                      | 88.44                     |
| العاصمة                                                   | لوبامبا، مبابان                            | بنوم بنه                  |
| اللغة الرسمية                                             | لغة إنجليزية، لغة سوازي                    | اللغة الخميرية            |
| العملة                                                    | ليلانغيني سوازيلندي                        | ريال كمبودي، دولار أمريكي |
| الناتج المحلي الإجمالي (بليون دولار)                      | 4.41 مليار                                 | 22.16 مليار               |
| الناتج المحلي الإجمالي (تعادل القوة الشرائية) بليون دولار | 11.13 مليار                                | 54.37 مليار               |
| الناتج المحلي الإجمالي الاسمي للفرد دولار أمريكي          | 3.20 ألف                                   | 1.16 ألف                  |
| الناتج المحلي الإجمالي للفرد دولار أمريكي                 | 8.29 ألف                                   | 3.26 ألف                  |
| مؤشر التنمية البشرية                                      | 0.531                                      | 0.555                     |
| رمز المكالمات الدولي                                      | +268                                       | +855                      |
| رمز الإنترنت                                              | .sz                                        | .kh                       |
| المنطقة الزمنية                                           | التوقيت القياسي لجنوب أفريقيا، ت ع م+02:00 | ت ع م+07:00               |

## منظمات دولية مشتركة
يشترك البلدان في عضوية مجموعة من المنظمات الدولية، منها:
| علم المنظمة | اسم المنظمة                               | تاريخ انضمام إسواتيني | تاريخ انضمام كمبوديا |
| ----------- | ----------------------------------------- | --------------------- | -------------------- |
|             | مؤسسة التنمية الدولية                     | 22 سبتمبر 1969        | 22 يوليو 1970        |
|             | يونسكو                                    | 25 يناير 1978         | 3 يوليو 1951         |
|             | وكالة ضمان الاستثمار متعدد الأطراف        | 18 أبريل 1990         | 1 ديسمبر 1999        |
|             | الأمم المتحدة                             | 24 سبتمبر 1968        | 14 ديسمبر 1955       |
|             | الاتحاد البريدي العالمي                   | ?                     | ?                    |
|             | البنك الدولي للإنشاء والتعمير             | 22 سبتمبر 1969        | 22 يوليو 1970        |
|             | الاتحاد الدولي للاتصالات                  | 11 نوفمبر 1970        | 10 أبريل 1952        |
|             | منظمة حظر الأسلحة الكيميائية              | ?                     | ?                    |
|             | مؤسسة التمويل الدولية                     | 22 سبتمبر 1969        | 26 مارس 1997         |
|             | المركز الدولي لتسوية المنازعات الاستشارية | 14 يوليو 1971         | 19 يناير 2005        |
|             | منظمة التجارة العالمية                    | ?                     | ?                    |
|             | منظمة الشرطة الجنائية الدولية             | ?                     | ?                    |

## وصلات خارجية
- موقع وزارة الخارجية الكمبودية